# Jannabi (banda)
Jannabi ( hangul: 잔나비  ; estilizado em letras maiúsculas ) é uma banda de indie rock de origem sul-coreana formada pela gravadora independente Peponi Music em 2012, cujos os membros são o vocalista Choi Jung-hoon e o guitarrista Kim Do-hyung. Originalmente um quinteto, a dupla expandiu-se para incluir músicos de estúdio atualmente.  Temas que são comumente explorados em seu trabalho incluem músicas sobre amor, vida, infância, juventude e crescimento. Elogiados por suas performances ao vivo e canções produzidas por eles mesmos, imbuídas de um lirismo profundo, único na linguagem coreana, e tons vintage, eles se tornaram uma das bandas de rock mais influentes da Coreia do Sul.  
Lançado em 2016 o álbum de estreia de Jannabi, Monkey Hotel, incorporou pop rock e rendeu o single de sucesso "Summer". A banda ganhou destaque e abriu novos caminhos na cena musical popular coreana, quase dominada por grupos de k-pop com seu segundo álbum aclamado pela crítica, Legend (2019), que exemplificou um estilo de pop de câmara. Seu primeiro single, "For Lovers Who Hesitate", liderou a parada sul-coreana Circle Digital Chart, a faixa vendeu 2,5 milhões de cópias digitais e foi certificado como dupla platina para streaming pela Korea Music Content Association .   Eles exploraram a ópera rock, narrando suas lutas pessoais em seu terceiro álbum, The Land of Fantasy lançado em 2021, que solidificou sua musicalidade diversificada.
Jannabi lançou um total de quatro álbuns de estúdio, três extended plays e uma reedição até o momento; três dos quais alcançaram o top dez e nove singles no Circle Chart . Seus prêmios incluem um Golden Disc Award, dois Korean Music Awards, dois MAMA Awards, um Melon Music Award, um Seoul Music Award e um The Fact Music Award .   No ano de 2024, Jannabi se tornou a primeira banda de rock sul-coreana formada desde os anos 2000 a ser a atração principal do Incheon Pentaport Rock Festival . 

## Nome
Jannabi, uma palavra coreana arcaica para macaco, foi formada por amigos da vizinhança em Bundang, nascidos em 1992, o Ano do Macaco no Horóscopo chinês. O nome do grupo foi sugerido por um amigo. Eles se apresentam como um som de grupo, que era usado para se referir a uma banda na cena musical coreana nas décadas de 1960 e 1970, significando o desejo do grupo de restaurar os clássicos da música de banda e representar a época.

## Ligações Externas
- Commons